# Elizaveta Andreevna Šuvalova
La contessa Elizaveta Andreevna Šuvalova (in russo: Елизаве́та Андре́евна Шува́лова) (San Pietroburgo, 25 luglio 1845 – Wiesbaden, 28 luglio 1924) è stata una nobildonna russa.

## Biografia
Era la primogenita del conte Andrej Pavlovič Šuvalov e della moglie, Sof'ja Michajlovna Voroncova (1825-1879). Il padre era figlio del diplomatico Pavel Andreevič Šuvalov ed erede di una grande fortuna. La madre era figlia di Elizaveta Ksaver'evna Branickaja e del principe Michail Semënovič Voroncov. In famiglia era chiamata "Lili".

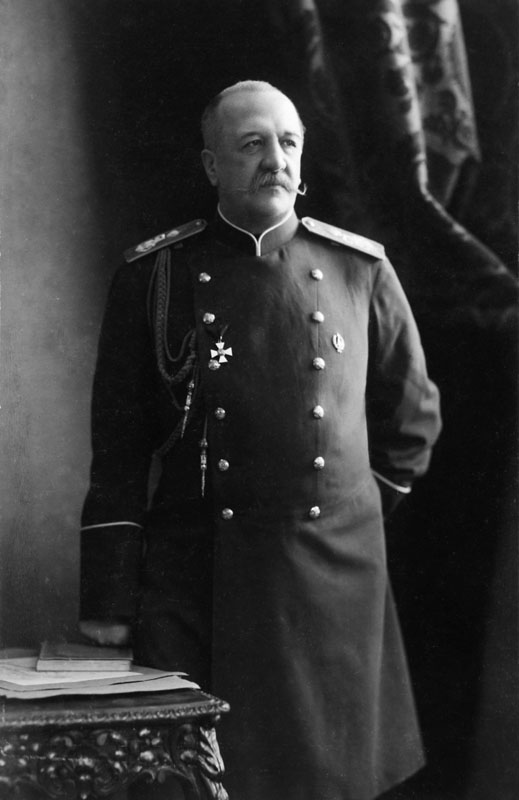
Il marito nel 1905.

Il 29 gennaio 1867, sposò il terzo cugino, il conte Illarion Ivanovič Voroncov-Daškov, figlio del conte Ivan Illarionovič Voroncov-Daškov e di Aleksandra Kirillovna Naryškina. Il conte era un amico intimo del futuro imperatore Alessandro III, che aveva pensato a lui come possibile coniuge di Marija Ėlimovna Meščerskaja. Tuttavia, Ilarion preferì corteggiare Elizaveta e le famiglie erano favorevole a questa unione, unendo così i due rami della famiglia. 
Erast Andreevskij, consigliere di stato reale, scrisse nelle sue memorie che la principessa Elizaveta Branickaja era molto felice che la nipote sposasse il conte Illarion Ivanovič. Il matrimonio fu, secondo Andreevskij, frettoloso. Ciò era dovuto al fatto che al padre della sposa, a causa del pericoloso liberalismo, fu ordinato di lasciare San Pietroburgo entro tre giorni.
Nonostante la "volontà e la natura decisa" della contessa, l'unione era felice, la coppia si prendeva veramente cura l'uno dell'altra. Così, la morte del conte Šuvalov, avvenuta il 14 aprile 1876, coincise con la grave malattia polmonare di Elizaveta Andreevna. Le sue condizioni erano così gravi che Illarion Ivanovič rifiutò di prestare servizio in questo periodo. Voroncov-Daškov non era nemmeno presente alle esercitazione estive del corpo della guardia, di cui era capo dello staff, e ogni giorno informava la zarina Maria Feodorovna con telegrammi sul decorso della malattia e non osava informare la moglie dell'improvvisa morte del padre.
Voroncov-Daškov e la moglie erano tra i più fidati e vicini alla famiglia imperiale. Il conte era un costante compagno di Alessandro III nel gioco di carte e nella caccia reale. Nella casa dei Voroncov, sul lungoneva degli Inglesi, si radunava tutta la società di San Pietroburgo. A. Polovtsov, ospite costante della casa, riferendosi al matrimonio della figlia maggiore dei Voroncov, Aleksandra Illarionovna, tenutosi l'8 aprile 1890, scrisse: "La celebrazione si svolge con uno splendore speciale dovuto alla presenza delle loro maestà e dell'intera famiglia regnante. Una folla gira per i salotti".
Il 27 gennaio 1887, nella casa di Voroncov-Daškov, fu letta l'opera di Tolstoj, La potenza delle tenebre (Vlast' t'my), ma la censura e lo stesso conte si opposero alla rappresentazione a teatro. Le letture erano organizzate in molti salotti, ma quello dei Vorontsov era frequentato dallo zar e dalla moglie. I drammi piacevano ad Alessandro III: amava assistere alle prove generali. I buoni rapporti con la famiglia imperiale si mantennero anche dopo la morte di Alessandro nel 1894. I figli dei Voroncov entrarono nella cerchia interna del nuovo imperatore Nicola II. Vladimir Nikolaevičch Voejkov (1868-1947), generale e comandante di palazzo, nelle sue memorie scrisse: "L'imperatore si sentiva molto a suo agio in questa famiglia, che nella sua infanzia aveva frequentato continuamente, essendo coetaneo dei figli del conte Voroncov-Daškov".
Gli anni 1890 furono funestati per Elizaveta Andreevna da una serie di disgrazie. Nel 1893, alla vigilia delle nozze della sorella Sophia, morì di malattia Roman, figlio di 19 anni, chiamato in famiglia Romaška. Il granduca Aleksandr Michajlovič scrisse al fratello Sergej: "Sono stato terribilmente colpito dalla morte di Roman. Posso immaginare il dolore della famiglia; è terribile, così inaspettata". L'8 dicembre 1897, dopo la caccia, il figlio maggiore, Ivan, morì per infezione. Ci fu poi una grande lite con il figlio Illarion per il matrimonio di questi con Irina Vasil'evna Naryškina. Illarion Ivanovič ha scritto: "Oggi ho ricevuto una lettera da mamma, in cui mi informa che hai chiesto la mano di Irina Naryškina. Non posso nasconderti che il tuo atto mi ha davvero sconvolto. Mi sembra che né io né tua madre meritiamo un atteggiamento così sbrigativo e senza cuore da parte tua. Potresti avvertirci delle tue intenzioni, consultarci e infine chiedere la nostra benedizione per un passo così importante". Il 28 giugno 1905, fu ucciso da un terrorista, Pëtr Kulikovskij, il genero dei Voroncov-Daškov, il sindaco di Mosca, Pavel Pavlovič Šuvalov.
Lo stato di salute di Illarion Ivanovič peggiorava. La contessa accompagnava il marito in tutti i suoi affari. Durante il viaggio del marito nel suo ruolo di governatore del Caucaso nel 1906 a Erivan, per ispezionare le unità militari e le istituzioni educative, Elizaveta Andreevna andò con lui. Nel novembre 1914, l'imperatore Nicola, che percorreva il Caucaso, incontrò alla stazione la contessa Voroncova-Daškova. A causa della cattiva salute, Voroncov non fu in grado di ricevere l'imperatore, nemmeno nel palazzo. Ciò permise al deputato Čcheidze, parlando nella Duma, di dichiarare che "l'esercito caucasico non è comandato dal comandante supremo né dal namestik (il vicario), ma dalla contessa Voroncova-Daškova, collegata con le reti armene. Più tardi la nuora, Anna Ilinična, ha ricordato: "In ogni discorso Čcheidze mi attaccava freneticamente, come se fossi responsabile di lui. Devo ammettere che io ... non potevo sopportarlo, e per le sue opinioni politiche e per le sue storie con sua madre".
Il marito morì il 15 gennaio 1916, a Alupka. L'ultimo incontro tra l'imperatrice Alessandra ed Elizaveta avvenne l'8 febbraio 1917. Dopo la rivoluzione, la contessa andò a Essentuki. In seguito, venne arrestata e messa in prigione a Pjatigorsk. Durante l'avanzata dell'esercito volontario, riuscì a lasciare la Russia nell'aprile 1919, con la figlia Irina e la sua famiglia, raggiungendo Malta.
Elizaveta morì il 28 luglio 1924 e fu sepolta nel cimitero di Wiesbaden.

## Discendenza
Elizaveta Andreevna e il marito ebbero otto figli, che erano nel cerchio stretto dell'imperatore Nicola II:
- Ivan Illarionovič (1868-1897), sposò Varvara Davidovna Orlova, figlia del tenente generale David Ivanovič Orlov;
- Aleksandra Illarionovna (1869-1959), sposò il conte Pavel Pavlovič Šuvalov;
- Sof'ja Illarionovna (1870-1953), sposò Elim Pavlovič Demidov;
- Marija Illarionovna (1871-1927), sposò il conte Vladimir Vladimirovič Musin-Puškin;
- Irina Illarionovna (1872-1959), sposò il conte Dmitrij Sergeevič Šeremetev;
- Roman Illarionovič (1874-1893);
- Ilarion Illarionovič (1877-1932), sposò in prime nozze Irina Vladimirovna Naryškina e in seconde nozze Lyudmila Seidler;
- Aleksandr Illarionovič (1881-1938), sposò nel 1916 la principessa Anna Il'inična Čavčavadze.

## Possedimenti
Il 23 dicembre 1903, morì il fratello minore di Elizaveta, Michail, non lasciando eredi diretti. Il 1º maggio 1904, la corte distrettuale di San Pietroburgo decise che tutti i beni della famiglia sarebbero andati a Elizaveta. Tra le altre cose, ereditò residenze a San Pietroburgo, il palazzo Voroncov ad Alupka e dei manieri a Pargolovo.
Dopo la rivoluzione, tutti i beni della famiglia sono stati nazionalizzati.